# Marco Junio Bruto (pretor 88 a. C.)
Marco Junio Bruto (en latín, Marcus Iunius Brutus) fue un senador durante la época de la primera guerra civil que tomó partido por el bando de Cayo Mario y fue capturado y muerto por Cneo Pompeyo Magno.

## Biografía
Fue un político de la época final de la República romana que alcanzó el cargo de pretor urbano el año que Cayo Mario tomó la ciudad de Roma y Lucio Cornelio Sila marchó a combatir al rey Mitrídates VI del Ponto. Gobernó la ciudad de Roma tras la muerte de Cayo Mario, mientras Lucio Cornelio Cinna y Cneo Papirio Carbón reclutaban tropas por toda Italia. Cuando Lucio Cornelio Sila desembarcó en Italia, en el puerto de Brundisium, fue a combatirle y murió a manos de Cneo Pompeyo Magno junto al sobrino adoptivo de Cayo Mario, Marco Mario Gratidiniano.
- Datos: Q5996354